# Oberon (opera)
Oberon o Oberon, or The Elf King's Oath J.306/WEV.C.10 è un'opera romantica in un prologo, tre atti, otto scene e 21 numeri di Carl Maria von Weber e libretto in lingua inglese del drammaturgo James Planché, ispirata al poema omonimo di Christoph Martin Wieland, a sua volta basato sulla canzone di gesta francese Huon de Bordeaux. Ha avuto la prima assoluta il 12 aprile 1826 al Royal Opera House, Covent Garden di Londra con Lucia Elizabeth Bartolozzi e John Braham.
Nel periodo di composizione dell'opera, Weber, nonostante fosse già gravemente malato della tubercolosi che lo portò alla morte, studiò intensamente la lingua inglese per rendere il testo più soddisfacente, ed ebbe uno scambio di corrispondenza con il librettista, per cercare di modificare la natura del testo, molto diverso dalla tipologia dell'opera tedesca da lui utilizzato fino a quel momento. Se la morte non avesse stroncato il compositore la notte tra il 4 e il 5 giugno 1826, Weber avrebbe certamente apportato una profonda revisione all'opera, con l'aggiunta dei recitativi.
La prima rappresentazione ebbe esito trionfale: il pubblico chiese il bis dell'Ouverture e di vari altri numeri e chiamò a gran voce in scena il compositore. Tuttavia,  Weber fu definitivamente minato nella salute dal grande impegno richiestogli dall'Oberon e morì proprio alla vigilia del giorno previsto per il rientro in patria.
Nonostante le condizioni in cui fu composta e la struttura poco soddisfacente, l'Oberon contiene alcuni tra le pagine più belle di Weber, che ne hanno fatto un'opera di repertorio, seppure non eseguita di frequente.
Nel 1860, Planché produsse una revisione in lingua italiana, con i recitativi di un allievo di Weber, Julius Benedict, e con l'interpolazione di alcuni brani musicali tratti dall'Euryanthe. Oltre a questa, seguirono diverse altre elaborazioni della partitura, tra le quali una con i recitativi di Franz Wüllner ed un'altra con recitativi di Gustav Brecher e inserzioni di musica strumentale per accompagnare i dialoghi scritta da Gustav Mahler basandosi sul materiale tematico della partitura di Weber.

## Trama
Atto primo
Nel palazzo di Oberon, fate ed elfi cullano il sonno del loro re (“Leicht, wie Feentritt nur geht”, introduzione). Il fedele Puck, spirito alato al servizio di Oberon, rievoca la lite tra il suo signore e la moglie Titania. I due sposi si sono ripromessi di non riconciliarsi prima d’aver trovato una coppia di mortali fedeli, disposti ad affrontare, per amore, ogni insidia. Svegliatosi, Oberon maledice il giuramento (“Schreckensschwur! Dein wildes Quälen”). Puck gli racconta le traversie del cavaliere Huon, condannato da Carlomagno a penetrare nella reggia di Bagdad, ad assassinarvi il dignitario assiso alla sinistra del califfo e a baciare in pubblico Reiza, la figlia di quest’ultimo. Oberon ordina a Puck di portagli con la magia Huon, che, insieme allo scudiero Sherasmin, è partito per la sua impresa: all’intrepido cavaliere mostra in sogno Reiza e fa sì che i due si innamorino a vicenda (visione: “Warum mußt du schlafen, o Held voll Muth?”). Incoraggiato Huon a compiere la sua missione, Oberon gli regala un corno magico ed, evocati elfi e geni (coro: “Ehre und Heil dem, der treu ist und brav!”), lo trasporta magicamente sul Tigri, nei pressi di Bagdad. L’eroe si prepara alla lotta cantando il suo amore per Reiza (“Von Jugend auf in dem Kampfgefild’“). Nell’harem di Bagdad, Reiza si dispera: benché sia innamorata del giovane apparsole in sogno, dovrà sposare l’odiato Babekan. È però avvertita dalla fedele Fatima che Huon è già arrivato a Bagdad. La ragazza lo attende con impazienza (finale: “Eil’, edler Held! Befreie dir”).
Atto secondo
Si prepara intanto la cerimonia nuziale di Reiza: un coro esalta la gloria del califfo (“Ehre sei dem mächt’gen Kalifen und Preis!”) e un balletto prepara l’arrivo di Reiza. A quel punto, però, irrompono Huon e il suo scudiero. Il cavaliere uccide Babekan, seduto accanto al califfo, stringe a sé Reiza e immobilizza tutti i presenti col suono del corno magico di Oberon. I due amanti fuggono insieme, seguiti dallo scudiero Sherasmin e da Fatima. Una volta che questi ultimi si sono promessi il mutuo affetto nel giardino del palazzo (Fatima: “Arabiens einsam Kind”), i quattro fuggiaschi prendono la via del mare (“Über die blauen Wogen”). Su comando di Oberon e con l’aiuto degli spiriti «dell’aria, della terra e del mare», Puck provoca una tempesta, che getta la nave dei fuggitivi sulla spiaggia (“Geister der Luft und Erd’ und See!”). Dalla caverna dove sono stati scaraventati, Huon prega per la vita della svenuta Reiza (“Vater! Hör’ mich fleh’n zu dir!”), che prontamente rinviene. Mentre il cavaliere si è allontanato in cerca di aiuto, Reiza, che sta meditando sull’accaduto (“Ozean! Du Ungeheuer! Schlangengleich”), vede approdare una scialuppa di pirati: vano è l’intervento di Huon per impedire il rapimento della ragazza. Al termine della lotta appare Oberon, che ordina a Puck di attendere una settimana e quindi di trasportare Huon a Tunisi, nei giardini dell’emiro Almanzor. Mentre il sole tramonta, la scena si popola di elfi e s’ode il canto fatato delle sirene (finale: “O wie wogt es sich schön auf der Fluth”).
 Atto terzo
Dopo il naufragio Fatima e Sherasmin sono stati venduti all’emiro di Tunisi, al cui servizio lo scudiero è diventato giardiniere. La ragazza, che ricorda con nostalgia la patria (“Arabien, mein Heimatland”), viene consolata affettuosamente da Sherasmin (duetto “An dem Strande der Garonne”). Sotto la guida di Puck è frattanto arrivato Huon, cui lo scudiero racconta tutto l’accaduto e suggerisce di fingersi anch’egli giardiniere (terzetto “So muß ich mich verstellen!”). Nell’harem Reiza, sconsolata, rifiuta le profferte amorose dell’emiro (cavatina “Traure, mein Herz, um verschwundenes Glück!”) e gli sfugge. La moglie ripudiata di Almanzor, Roshana, giura vendetta. Huon è stato intanto condotto da una schiava alla camera di Roshana: il cavaliere dapprima crede di poter incontrare Reiza (rondò “Ich jub’le in Glück und Hoffnung neu!”), quindi scopre l’equivoco. La donna gli offre il suo amore se l’aiuterà a uccidere il marito. Huon rifiuta, ma Roshana evoca una schiera di seducenti fanciulle e schiave danzanti per circuirlo (“Für dich hat Schönheit sich geschmücket”). Giunge in quel mentre l’emiro, che crede la moglie infedele e condanna a morte il presunto seduttore. Huon è condannato al rogo, ma Sherasmin recupera il corno magico e si appresta, con l’aiuto di Fatima, a correre in suo soccorso. L’emiro risponde alle suppliche di Reiza condannando anche lei a morte. L’esecuzione viene però impedita dal suono del corno fatato, che costringe gli astanti a una danza sfrenata. Compaiono allora Oberon e sua moglie Titania, lieti perché il loro piano è andato a buon fine (finale: “Horch! Welch Wunderklingen?”). Per incanto si viene trasportati nel palazzo imperiale di Carlomagno: Huon ha trionfato in tutte le prove e rende omaggio al suo signore. Il coro finale esalta il valore dell’eroe e la bellezza di Reiza (“Heil sei dem Helden und seinem Schwert”).